# Якуб Бучацький (єпископ)
Якуб Бучацький на Підгайцях гербу Абданк (правдоподібно 1470 — 6 грудня 1541, Бродниця, нині Куявсько-Поморського воєводства, Польща) — польський шляхтич, королівський придворний, римо-католицький релігійний діяч, урядник та дипломат Королівства Польського, меценат. Представник підгаєцької гілки роду Бучацьких.

## Життєпис
Народився правдоподібно 1470 року у впливовій родині Бучацьких гербу Абданк, власників і розпорядників багатьох населених пунктів і територій тодішньої Корони, зокрема в Галичині та на Поділлі. Син Якуба Бучацького з Підгаєць — старшого — воєводи руського, та його дружини Анни зі Спрови гербу Одровонж. Нащадок Міхала Авданця з Бучача — засновника роду Бучацьких гербу Абданк, його відгалужень — Язловецьких, Бучацьких-Творовських.
1487 року став студентом Краківської академії.
Спочатку його діяльність була пов'язана зі світськими справами. Був старостою Равським (ймовірно, у 1493–1496 роках),[джерело?] свідком запису фундушу батька для парафіяльного костелу дідичних Підгаєць 30 травня 1490 р. — перша згадка про нього в документах. Пізніше першим з Бучацьких гербу Абданк перейшов у духовний стан. Став придворним короля Олександра Яґеллончика, королівським секретарем. Брав участь у багатьох польських дипломатичних місіях в Угорщині, Молдові (зокрема 1502 року). 1503 року від імени короля брав участь у Пйотркувському Сеймі, потім від краківських панів до Олександра Ягеллончика у Литві, у вересні до Угорщини, Молдавії для ревізії кордонів (король О. Ягеллончик винагородив різними провізіями за участь в дипмісії). Наприкінці 1504 був висланий Олександром Ягеллончиком до угорського короля Владислава II, щоб висловити жаль з приводу перешкоджання угорцями зайняття Покуття поляками і попередженням, що більше зволікати не буде. З 1505 року стає ксьондзом у Любліні, отримав доходи зі стації мєхувської на 5 років, у 1507 р. призначений єпископом кам'янецьким (після Анджея з Ходча; преконізований 17 червня 1510 р.). Виконує обов'язки до 1518 року, часто був послом на сеймах, член різних королівських комісій: січня 1514 року з Станіславом Лянцкоронським — щодо списання привілеїв мешканців Поділля на добра земські, червня 1514 року з латинським архиєпископом Бернардом Вільчеком для супроводження викупу Коломиї та Снятина для скарбниці, 1515 року з подільським воєводою Марціном Каменецьким з'їзду граничного з молдавською комісією.
Після смерті брата Яна Анджея (пом. 1509) став старостою равським (король віддав у державлення). 1510 року отримав дозвіл короля на право відступити це староство Радзейовському. 1512 року продав Равське староство плоцькому воєводі Анджеєві Радзейовському (пол. Andrzej Radziejowski) за 4000 флоринів.
1518 року став деканом Львівської капітули РКЦ. У 1518–1538 роках — латинський єпископ холмський (після Миколая Косьцелецького; преконізований 5 листопада 1518). Протягом цього часу сприяв розвитку Холмської дієцезії, отримав кілька привілеїв короля для неї: 1519 р. — річну пенсію 50 гривень з жупи перемиської для єпископів холмських РКЦ, 1520 року — надання магдебургії Скербешову (пол. Skierbieszów), який належав до столових дібр єпископства), 1521 р. право на локацію міста на німецькому праві в селі Білій. 1526 р. в Римі домігся визнання доходу з юбілеушу для відбудови катедри у Красноставі. Отримав дозвіл на магдебургію для єпископського міста Савина (пол. Sawin), викупив війтівства у Павлові та Лишці. 20 жовтня 1533 король видав у Вільно привілей, за яким села Цішин, Стрижівець, Скурдеїв, що належали до холмського православного владики, були інкорпоровані до єпископства, бо всі піддані короля в Холмському повіті, властиво лицарського стану, перейшли з обряду грецького на греко-латинський. Як сенатор брав участь у березні—квітні 1525 р. у перегововорах у Кракові з представниками великого магістра, в акції урочистого заприсяження першого князя в Прусії.
Пізніше був наближеним до королеви Бони, за сприяння якої 1538 року став єпископом плоцьким (преконізований 24 липня 1538, урочистий інгрес був 20 жовтня 1538 р. перед єпископом ляцедемонським і суфраганом плоцьким Миколаєм Броліньским). Взамін зобов'язався платити щороку 1000 флоринів на відбудову «кресових» фортець. При ньому закінчили будівництво катедрального костелу в Плоцьку. З членами капітули мав конфлікти. Як сенатор брав участь у засіданнях Сейму Речі Посполитої.
Підтримував гуманістів; Ян Малецький зі Санча присвятив йому виданий 1540 р. в Пултуську твір «Enchiridion jurispontificii et caesarei», який правдоподібно вийшов коштом єпископа. Якуб з Тухова, бакалар декретів Колегіуму каноністів Краківського університету, хвалив єпископа як мецената вчених, людину поважану та вишколену у праці «Fructifera innovatio capitis omnis utriusque sexus de penitencia et remissione cum resolutione penitentibus», виданій у Кракові 1537 р. Канонік Станіслав Гурський називав його чужоложцем, що не було підтверджене в інших джерелах.
1519 р. — дідич Підгаєць; на його прохання, король Сиґізмунд I Старий надав місту право на ярмарок у день святої Алекси. 1534 р. продав частину своїх маєтностей, зокрема родинне «гніздо» Підгайці сандомирському каштеляну Миколаєві Вольському за 10 000 флоринів. Надавав кошти для будівництва укріплень старого замку в Кам'янці-Подільському, зокрема, на башті «Ковпак» був герб, який мав у полі «Абданк», зверху єпископську шапку, по боках стрічку, желз і кулю.[джерело?]
Був незадоволений рішенням швагра Єжи Крупського записати весь свій маєток другій дружині — Малґожаті Рошвади, мав намір добитися його скасування.
Єпископ Якуб Бучацький — останній представник роду Бучацьких по чоловічій лінії. Одруженим не був, нащадків не мав. Помер 6 грудня 1541 р. у місті Бродниця (нині Куявсько-Поморського воєводства, Польща). Був похований у катедрі у Плоцьку. За сприяння його приятелів Яна Островіцького (архидиякона добжинського), Героніма Крайовського (препозита пултуського) 1549 року було виготовлено і встановлено саркофаг з пісковика з його зображенням, на надгробку вказувалось, що він — останній дідич Бучача з Бучацьких гербу Абданк. За даними Шимона Старовольського, в Бучачі існувала присвячена йому таблиця з епітафією.